# Saint-Maurice-de-Gourdans
Saint-Maurice-de-Gourdans is een gemeente in het Franse departement Ain (regio Auvergne-Rhône-Alpes). De gemeente telde 2.826 inwoners op 1 januari 2022. De plaats ligt op 30 kilometer afstand van Lyon. Hier komt de rivier Ain in de Rhône uit. De plaats maakt deel uit van het arrondissement Bourg-en-Bresse. 

## Geografie
De oppervlakte van Saint-Maurice-de-Gourdans bedroeg op 1 januari 2022 25,39 vierkante kilometer; de bevolkingsdichtheid was toen 111,3 inwoners per km².
De onderstaande kaart toont de ligging van Saint-Maurice-de-Gourdans met de belangrijkste infrastructuur en aangrenzende gemeenten.

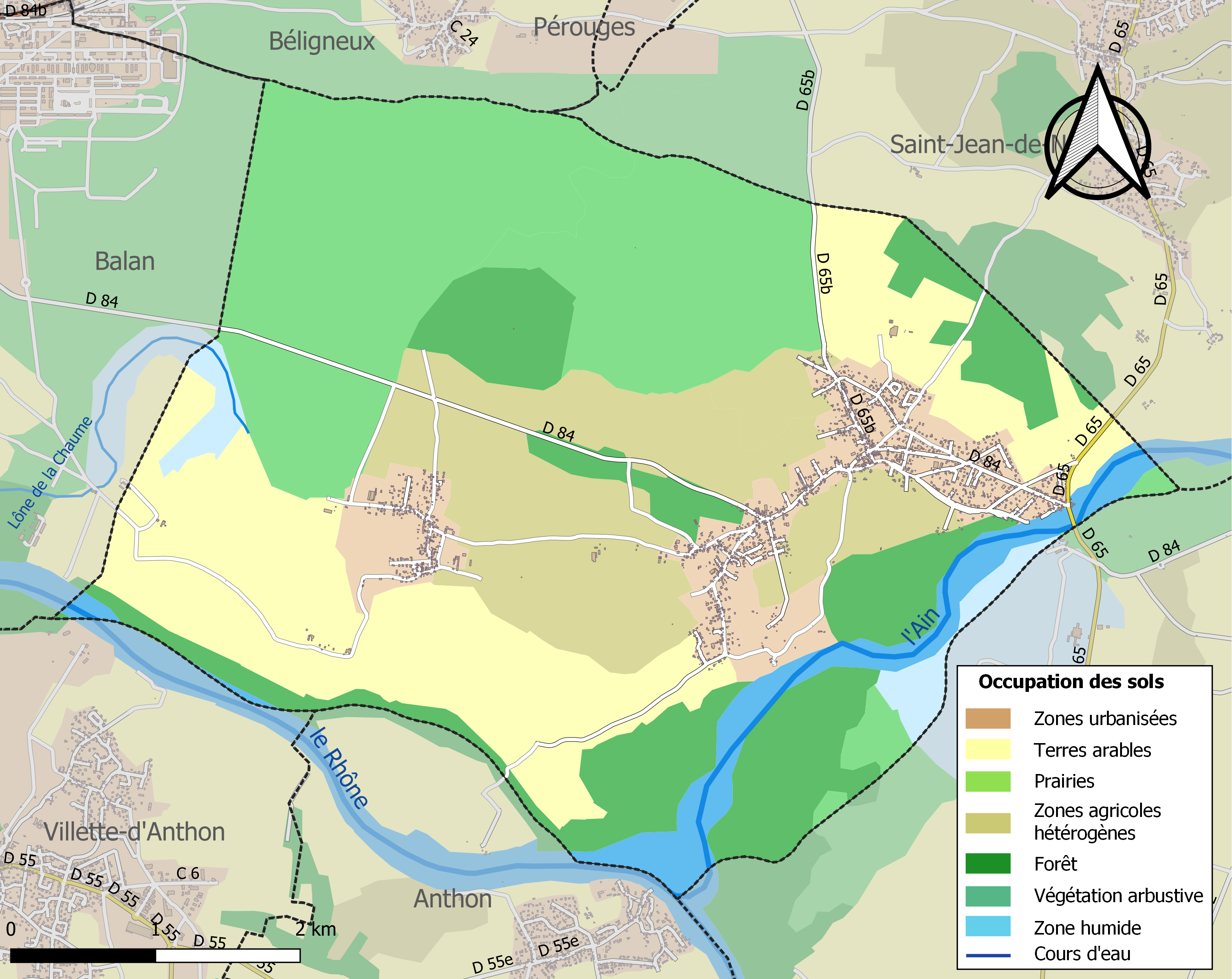

## Demografie
Onderstaande figuur toont het verloop van het inwonertal (bron: INSEE-tellingen).

Vanwege een beveiligingsprobleem met de MediaWiki Graph-software is het momenteel niet mogelijk deze grafiek weer te geven. Zodra de software is bijgewerkt zal de grafiek vanzelf weer zichtbaar worden.